# 小行星5872
小行星5872（英語：5872 Sugano）是一颗围绕太阳公转的小行星。1989年9月30日，T. Nomura、K. Kawanishi在Minami-Oda发现了此天体。
这颗小行星的绝对星等为131.31764等。